# Neas Energy

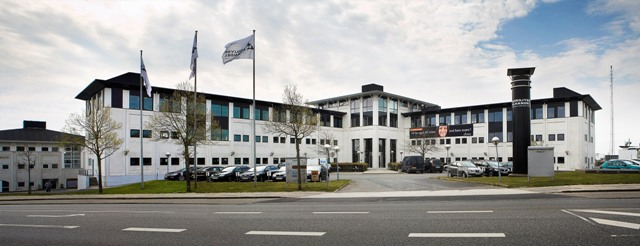
Denmark

Neas Energy (NEAS) es una compañía    encargada de la gestión y el mercado energético. Sus principales áreas de actividad dentro de los mercados energéticos europeos son la electricidad, gas natural,  y emisiones de CO2 en los mercados europeos. Su especialidad es el comercio y gestión de la producción de energía renovable ,  energía eólica, energía solar y hidroeléctrica. Con sede en Dinamarca Neas opera en la mayoría de los mercados energéticos europeos con 2,500 Megavatio instalados correspondientes a energías renovables, 1,250 MW capacidad instalada de cogeneracion y gestionando un consumo de 2,6 TWh. Además de lo anteriormente mencionado, la compañía se encarga de la gestión de estándares (RECS, ROCS, VERs etc) y la “Garantía de Origen”(GoOs), la cual especifica el origen de la energía y las emisiones de CO2. Neas apoya el pacto global de la ONU (UN Global Compact).

## Áreas de Negocio
- Gerencia de producción de energía renovable
- Energía eólica
- Energía solar
- Energía hidroeléctrica
- Energía cogeneracion

## Junta Directiva
- Eigild B. Christensen, Presidente
- Michael Dreisler, Vicepresidente
- Susanne Dreisler, Miembro
- Ulrik H. Christensen, Miembro
- Bo Lynge Rydahl, Miembro

## Empresariado
- Bo Lynge Rydahl, CEO
- Erik Christensen, DAF
- Bjørn Skovhus, VP
- Søren Agersbæk Jensen, VP